# Rafael Ulled Altemir
Rafael Ulled Altemir (Sariñena, 1885 - Barcelona, 1937) fue un abogado y político español.

## Biografía
Hijo de Antonio Ulled Ballarín, político y concejal del Ayuntamiento de Barcelona en 1909 por el Partido Republicano Radical, fue hermano de José y Jesús, también políticos. 
Se licenció en Derecho por la Universidad de Barcelona y fue dirigente de las Juventudes del Partido Republicano Radical de Alejandro Lerroux. Durante el verano de 1909 participó en los hechos de la Semana Trágica, fue uno de los instigadores de la quema de conventos e intentó que el Ayuntamiento de Barcelona proclamara la República. Luego huyó a Francia con su hermano José y regresó poco después para actuar como abogado defensor de muchos de los detenidos; también actuó como enlace de su partido con oficiales del Ejército español.
Fue presidente de la Federación de Juventudes Radicales de Cataluña e Islas Baleares, en 1911 fue diputado provincial por la circunscripción de Barcelona y en 1915 concejal del Ayuntamiento de Barcelona por el distrito 2º, destacándose por sus campañas contra la Mancomunidad de Cataluña. En 1928 fue también presidente del Centro Aragonés de Barcelona.
En las Elecciones generales de España de 1931 fue elegido diputado por la provincia de Huesca y Lerroux le nombró vocal del partido en el Congreso de los Diputados. Durante el bienio negro (1933-1935) fue presidente de la Confederación Hidrográfica de los Pirineos Orientales. Tras el Golpe de Estado en España de julio de 1936 fue detenido y confinado en el buque prisión Uruguay. En 1937 fue sacado del barco por elementos anarquistas y fusilado. 